# Чекмарёв, Александр Михайлович
Александр Михайлович Чекмарёв (27 августа 1937, Москва — 7 июня 2020) — советский и российский химик. Член-корреспондент РАН.

## Биография
- 1954—1960 гг. — студент Московского химико-технологического института им. Д. И. Менделеева (МХТИ), кафедра «Технология редких и рассеянных элементов» (ныне — Российский химико-технологический университет им. Д. И. Менделеева — РХТУ).
- 1960—1963 гг. — аспирант, 1963 г. — кандидат химических наук, 1979 г. — доктор химических наук, 1980 г. — профессор.
- 1968—1972 гг. — зам. декана Инженерного физика-химического факультета МХТИ, 1973—1983 гг. — декан того же факультета.
- 1993 г. — действительный член Международной академии наук высшей школы.
- 1994 г. — член-корреспондент Российской Академии наук
- 1997 г. — действительный член Бюро научного совета РАН по научным основам химической технологии, член Межведомственного научного совета по радиохимии, член экспертных комиссий РАН по золотой медали им. Д. И. Менделеева и по премии им. Чугаева. Председатель секции по технологии материалов новой техники Совета учебно-методического объединения по химико-технологическому образованию.

Член Академии инженерных наук РФ. Член-корреспондент c 31.03.1994 — Отделение физикохимии и технологии неорганических материалов (химия и технология неорганических веществ)
Член редакционных коллегий журналов: «Радиохимия», «Химическая технология», «Химическая промышленность сегодня», «Известия вузов. Цветная металлургия».
Член экспертного совета ВАК РФ по химической технологии, председатель Советов д. 212.204.09 и ДС. 212.017.01 при РХТУ, член диссертационного Совета при ВНИИХТ.
Заведовал кафедрой «Технология редких элементов и наноматериалов на их основе» РХТУ.
Похоронен на Кунцевском кладбище в Москве (уч. 10).

## Научные труды
- Чекмарев А. М. «Сольвометаллургия — перспективное направление металлургии редких и цветных металлов», М., Атомэнергоиздат, 2004 г., 189 стр.
- Степанов С. И., Чекмарев А. М. «Экстракция редких металлов солями четвертичных аммониевых оснований», М., ИздАТ. 2004 г., 345 стр.
- Палант А. А., Трошкина И. Д. , Чекмарев А. М. «Металлургия рения», М., Наука, 2007 г., 298 стр.

## Правительственные награды
- Орден «Знак Почёта» — 1981 г.
- Государственная премия СССР — 1981 г.
- Медаль «Ветеран труда» — 1986 г.
- Медаль «850-летие Москвы» — 1997 г.
- Заслуженный работник высшей школы Российской Федерации (2014)

## Почётные звания
- звание «Почётный профессор Российского химико-технологического университета им. Д. И. Менделеева» (2012)[3]